# کارخانه (فیلم)
کارخانه (انگلیسی: The Factory) فیلمی است که در سال ۲۰۱۲ منتشر شد.

## بازیگران
- جان کیوساک
- جنیفر کارپنتر
- دالاس رابرتس
- مایکل تروینو
- می ویتمن
- سونیا والگر
- ماکسیم روی
- سیندی سمپسون
- گری آنتونی ویلیامز
- سنیا سولو
- مگینا توا